# Calolelaps basalis
Calolelaps basalis är en stekelart som beskrevs av Timberlake 1925. Calolelaps basalis ingår i släktet Calolelaps och familjen puppglanssteklar. Inga underarter finns listade.